# .vi
.vi je internetová národní doména nejvyššího řádu (ccTLD), určena pro Americké Panenské ostrovy.
Domény druhého stupně (více než dvouznakové) jsou přístupné pouze pro společnosti Panenských ostrovů. Třetí stupeň domén je méně omezen.